# Pattamar

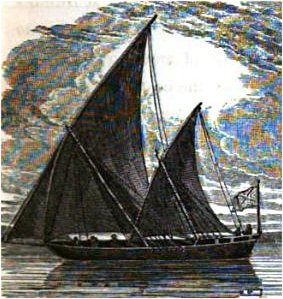
Pattamar

Die Pattamar oder Patimar ist ein anderthalb-, zwei- oder auch dreimastiges indisches Segelschiff. Die größeren, typischerweise dreimastigen Schiffe haben Tragfähigkeiten zwischen 200 und 300 Tonnen und werden trotz ihrer Hochseetauglichkeit vorwiegend in küstennahen Gewässern eingesetzt.
Die guten Segeleigenschaften ergeben sich aus dem schlanken schwertähnlichen Profil des Vorschiffs und dem günstigen Breite - Länge Verhältnis.
Die Masten weisen eine Neigung von etwa 20° nach vorn auf und tragen schräge, aus Spieren zusammengesetzte Rahen.
Vollbeladen wurde der niedrige Freibord auf hoher See gewöhnlich mit Palmenmatten erhöht.
Ähnliche arabische Schiffe, jedoch anderer Größenordnung waren Sambuke, Bagalla und Ghanja.